# Верона (містечко, Вісконсин)
Верона (англ. Verona) — місто (англ. town) в США, в окрузі Дейн штату Вісконсин. Населення — 1947 осіб (2020).

## Демографія
Згідно з переписом 2010 року, у місті мешкало 1948 осіб у 746 домогосподарствах у складі 592 родин. Було 780 помешкань
Расовий склад населення:
| - 96,3 % — білих - 0,9 % — азіатів - 0,8 % — чорних або афроамериканців - 0,2 % — корінних американців - 0,1 % — вихідців з тихоокеанських островів |

До двох чи більше рас належало 0,8 %. Частка іспаномовних становила 1,5 % від усіх жителів.
За віковим діапазоном населення розподілялося таким чином: 22,8 % — особи молодші 18 років, 62,9 % — особи у віці 18—64 років, 14,3 % — особи у віці 65 років та старші. Медіана віку мешканця становила 46,2 року. На 100 осіб жіночої статі у місті припадало 103,6 чоловіків;  на 100 жінок у віці від 18 років та старших — 103,9 чоловіків також старших 18 років.
Середній дохід на одне домашнє господарство  становив 130 719 доларів США (медіана — 98 393), а середній дохід на одну сім'ю — 148 356 доларів (медіана — 112 500). Медіана доходів становила 68 966 доларів для чоловіків та 52 054 долари для жінок. За межею бідності перебувало 2,2 % осіб, у тому числі 1,9 % дітей у віці до 18 років та 2,2 % осіб у віці 65 років та старших.
Цивільне працевлаштоване населення становило 1175 осіб. Основні галузі зайнятості: освіта, охорона здоров'я та соціальна допомога — 20,8 %, науковці, спеціалісти, менеджери — 17,4 %, роздрібна торгівля — 14,2 %.